# La Ceiba, Paso de Ovejas
La Ceiba är en ort i Mexiko.   Den ligger i kommunen Paso de Ovejas och delstaten Veracruz, i den sydöstra delen av landet, 290 km öster om huvudstaden Mexico City. La Ceiba ligger 19 meter över havet och antalet invånare är 774.
Terrängen runt La Ceiba är platt. Runt La Ceiba är det ganska tätbefolkat, med 96 invånare per kvadratkilometer. Närmaste större samhälle är Fraccionamiento Geovillas los Pinos, 19,7 km sydost om La Ceiba. Trakten runt La Ceiba består till största delen av jordbruksmark.